# Protagonistas únicos
Protagonistas únicos es un programa de televisión de Argentina, presentado por Marley por el canal Telefe. Se trata de un ciclo de biografías sobre las personalidades más importantes del espectáculo argentino y mundial.

## Primera temporada (2003)
El programa comenzó el 5 de marzo de 2003 por la pantalla de Telefe. Se emitía todos los miércoles en el horario de las 23:00.
Entre otros artistas, fueron biografiados Alberto Olmedo, Pablo Echarri y Natalia Oreiro.
El programa contó con 13 emisiones al aire, como había sido pautado.

## Segunda temporada (2010)
Después de 7 años, el programa regresa a la televisión en su segunda temporada, el 30 de julio de 2010, esta vez los viernes en el horario de las 22:30.
El sexto programa, correspondiente a la biografía de Lady Di, se transmitió en día martes. Desde el séptimo programa en adelante, volvió a los viernes, pero en el horario de las 23:30.
El viernes 5 de noviembre de 2010 el programa no salió al aire, debido a la larga duración de la película que emitió el ciclo anterior, "Gran Cine de Telefe".
El ciclo finalizó el 19 de noviembre de 2010. Inicialmente, también habían sido pautados 13 programas, pero luego se arregló por realizar 3 emisiones más. En suma, esta segunda temporada presentó 16 programas.

### Biografías
Esta es la lista de las personalidades que fueron biografiadas en la segunda temporada del programa:
| Fecha                    | Famoso                | Tipo de biografía | Rating |
| ------------------------ | --------------------- | ----------------- | ------ |
| Viernes 30 de julio      | Susana Giménez        | Entrevista        | 16.9   |
| Viernes 6 de agosto      | Mirtha Legrand        | Entrevista        | 7.8    |
| Viernes 13 de agosto     | Fernando Peña         | Homenaje          | 8.2    |
| Viernes 20 de agosto     | Moria Casán           | Entrevista        | 6.2    |
| Viernes 27 de agosto     | Diego Torres          | Entrevista        | 6.9    |
| Martes 31 de agosto      | Lady Di               | Homenaje          | 10.4   |
| Viernes 10 de septiembre | Gilda y Rodrigo       | Homenaje doble    | 8.9    |
| Viernes 17 de septiembre | Florencia de la V     | Entrevista        | 6.2    |
| Viernes 24 de septiembre | Isabel Sarli          | Entrevista        | 4.3    |
| Viernes 1 de octubre     | Roberto Gómez Bolaños | Homenaje en vida  | 6.4    |
| Viernes 8 de octubre     | Alberto Olmedo        | Homenaje          | 5.8    |
| Viernes 15 de octubre    | Jorge Porcel          | Homenaje          | 6.7    |
| Viernes 22 de octubre    | Carlitos Balá         | Homenaje en vida  | 6.9    |
| Viernes 29 de octubre    | Padre Mario           | Homenaje          | 9.1    |
| Viernes 12 de noviembre  | Carlín Calvo          | Homenaje en vida  | 7.8    |
| Viernes 19 de noviembre  | Silvia Süller         | Entrevista        | 10.1   |